# آلبرت چایلدز
آلبرت چایلدز (انگلیسی: Albert Childs؛ زادهٔ ۲۵ سپتامبر ۱۹۳۰)  بازیکن فوتبال اهل بریتانیا است.
از باشگاه‌هایی که در آن بازی کرده‌است می‌توان به باشگاه فوتبال لیورپول و باشگاه فوتبال بیشاپ اوکلند اشاره کرد.